# Thaumatophyllum bipinnatifidum
Philodendron bipinnatifidum o Thaumatophyllum bipinnatifidum, denominada comúnmente güembé (al igual que otras especies), es una especie de arbusto perenne, no reptante, de la subfamilia Aroideae, familia Araceae, nativa del este de América del Sur: Brasil, Bolivia, Argentina y Paraguay.

## Descripción

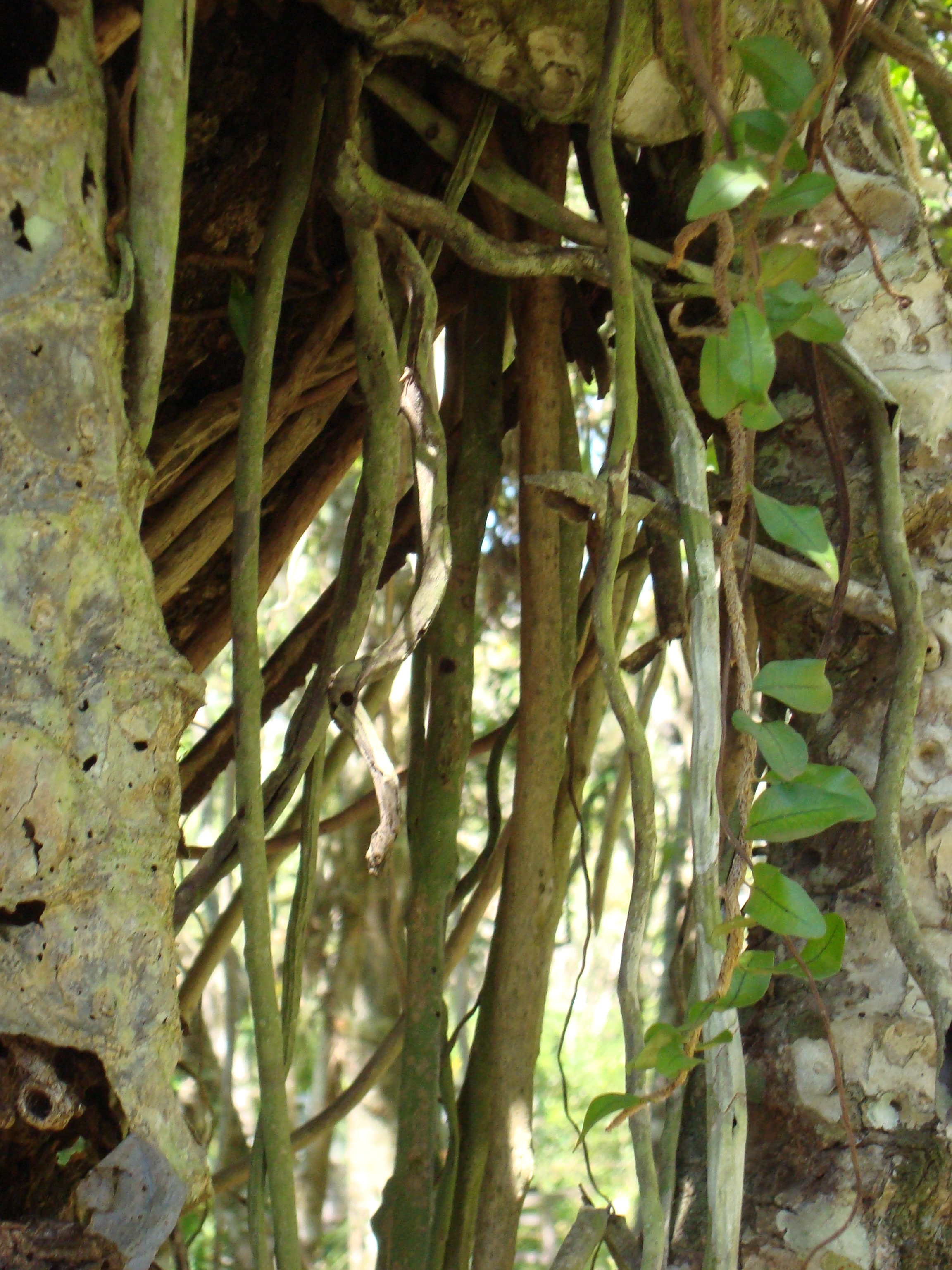

Epífita o terrestre, con hojas muy grandes de hasta de 7 dm de largo x 5 de ancho, pecioladas, muy profundamente sagitado-pinnatífidas, bipinnatífidas, y largas raíces adventicias. Flores monoicas en espádices, las masculinas arriba; espata herbácea verdosa exteriormente. Fruto baya: ésta y el eje carnoso (infrutescencia) se comen.
Tolera hasta 10 °C, y en verano necesita más de 25 °C; dándole mucha humedad.

## Usos
Comestible, ornamental, medicinal, textil, insecticida, realización de herramientas.
Los indígenas del Chaco paraguayo usan la piel de su raíz en cestería, combinada karanda'y y tacuara (bambú).

## Taxonomía
Philodendron bipinnatifidum fue descrita por Schott ex Endl. y publicado en Genera Plantarum 1(3): 237. 1837. Philodendron  bipinnatifidum fue situada en el subgénero Meconostigma. En 2018 se propuso reconocer este subgénero com un género  propio: Thaumatophyllum, propuesta que fue acceptada por bases de datos taxonómicas como World Checklist of Selected Plant Families y Plants of the World Online el 2019.
Etimología:
Ver: Philodendron
bipinnatifidum: epíteto del latín que significa "bipinnada" y se refiere a como las hojas tienen hendiduras en los bordes. 
Sinonimia
- Philodendron lundii Warm. 1867
- Philodendron mellobarretoanum
- Philodendron selloum K. Koch 1852
- Philodendron pygmaeum
- Sphincterostigma bipinnatifidum
- Arum pinnatifidum Vell., Fl. Flumin. 9: 387, t. 110 (1831 publ. 1881), nom. illeg.[3]

## Nombres comunes
- Garra de León, Filodendro paraguayo, mbuambé (guaraní), güembé, guaimbê, imbê, aimbé, wembé,  banana de imbé, cipó-imbé, banano de mono, filodendro (Argentina, en jardinería) (enlace roto disponible en Internet Archive; véase el historial, la primera versión y la última).